# Dalmatinsko zvonce
Dalmatinsko zvonce (dalmatinska vrčica, repasta kreštalica, lat. Edraianthus dalmaticus) je endemska biljka iz porodice Zvončika (Campanulaceae). Vrstu je prvi opisao A. De Candolle 1830., u okolici Solina, a Roberto de Visiani 1847., biljku nalazi u okolici Klisa. 

## Rasprostranjenost
Raste u okolici Klisa, Solina i Drniša, na obroncima Promine, u Vrličkom i Sinjskom polju, u kanjonu Cetine i na sjevernim obroncima Mosora. 

## Izgled
Višegodišna je biljka, prilegla, rozetasta ili rahlobusenasta oblika. Cvjeta dva do pet puta godišnje, razmnožava se sjemenom. Režnjevi čaške su široko trokutasti, jednake širine i duljine. Pricvjetni listovi znatno nadvisuju glavicu. Tobolac se nepravilno otvara unutar čaške. Cvjetovi su u glavičastim cvatovima, koji su opkoljeni ovojnim listovima. 

## Ekologija vrste
Heliofilna je biljka. U sjevernom dijelu areala, raste na vlažnim, poplavnim ili močvarnim livadama krških polja, koja su veći dio godine pod vodom, a samo ljeti presuše. U južnom dijelu areala, rastu na suhim kamenitim mjestima, na kamenjarskim pašnjacima. Pogodna tla su ilovače i diluvijalne gline. 

## Vanjske poveznice
- - fotografija dalmatinskoga zvonca  Arhivirana inačica izvorne stranice od 27. rujna 2007. (Wayback Machine)